# Nallachius parkeri
Nallachius parkeri là một loài côn trùng trong họ Dilaridae thuộc bộ Neuroptera. Loài này được Penny miêu tả năm 1994.